# Rytigynia lewisii
Rytigynia lewisii là một loài thực vật có hoa trong họ Thiến thảo. Loài này được Tennant miêu tả khoa học đầu tiên năm 1968.